# Paulig Group
Paulig Group (произносится Па́улиг груп) — финская компания, производитель кофе. Штаб-квартира компании расположена в Хельсинки.

## История
Компания основана в 1876 году Густавом Паулигом (1850—1907), приехавшим в Великое княжество Финляндское из немецкого Любека. Поначалу фирма занималась импортом в Финляндию и продажей колониальных товаров и бакалеи: кофе, специй, портвейна, коньяка, соли, муки и др. С 1904 года компания начала заниматься обжаркой кофе на специальном складе в Хельсинки. В России с 1992 года, в 2011 году был построен завод в Твери.

## Собственники и руководство
Владельцы компании — семья Паулиг. Управляющий директор — Рольф Ладау.

## Деятельность
Компания специализируется на обжарке натурального кофе (65 % рынка Финляндии на 2009 год, этим направлением занимается дочерняя компания Gustav Paulig Ltd), производстве жидкого шоколада, специй, продуктов этнической кухни. Paulig Group ведёт деятельность на рынках Северной Европы, в странах Балтии, на Украине и Белоруссии.

### Показатели деятельности
Численность персонала компании — 2000 человек (2018 год). В 2021 году выручка Paulig Group составила 966 миллионов евро.

### Paulig Group в России
Выручка российского подразделения Paulig Group (ООО «Паулиг Рус») за 2008 год составила 405,5 млн руб.,
чистый убыток — 7,6 млн руб. В 2009 году компания начала строительство завода по обжарке кофе (мощностью 6 тыс. тонн кофе в год) в Тверской области России. 15 сентября 2011 года состоялось официальное открытие завода в индустриальной зоне «Боровлево-2».
В ноябре 2021 года Paulig сообщила о решении прекратить импорт в РФ специй, приправ и соусов под маркой Santa Maria, так как компания намерена сосредоточиться на развитии в России кофейного бизнеса.
4 мая 2022 года российское подразделение было продано частному инвестору, топ-менеджеру компании Milagro (ООО «Милагро Бевередж Компани»), гражданину Индии Викасу Сои (Vikas Soi). Новым генеральным директором компании стал Димитри ван Хис (Dimitri van Hees), сменивший на этом посту Ольгу Свечникову. Также произошла смена названия юридического лица с ООО «Паулиг Рус» на «ООО МилФудс».